# 함백초등학교
함백초등학교는 대한민국 강원특별자치도 정선군 신동읍에 있는 초등학교다.

## 학교 연혁
- 1943. 10. 05 조동공립학교로 개교
- 1996. 03. 01 함백초등학교로 교명 변경
- 2002. 02. 19 제53회 졸업(졸업생총수 10,998명)
- 2002. 03. 01 제27대 오세충 교장 취임
- 2002. 03. 01 7학급(특수학급 1포함)편성
- 2003. 02. 13 제54회 졸업(졸업생총수 11,022명)
- 2004. 03. 01 7학급(특수학급 1포함)편성
- 2004. 09. 01 제28대 이승만 교장 취임
- 2005. 02. 18 제56회 졸업(졸업생총수 11,065명)
- 2005. 03. 01 7학급(특수학급 1포함)편성
- 2006. 02. 17 제57회 졸업(졸업생총수 11,077명)
- 2006. 03. 01 제29대 이강주 교장 취임
- 2007. 02. 16 제58회 졸업(졸업생 총수 11,101명)
- 2007. 03. 01 7학급(특수학급 1포함)편성
- 2008. 02. 15 제59회 졸업(졸업생 총수 11,124명)
- 2008. 03. 01 7학급(특수학급 1포함)편성
- 2008. 09. 01 제30대 고희찬 교장 취임
- 2009. 02. 12 제60회 졸업(졸업생 총수 11,144명)
- 2009. 03. 01 7학급(특수학급 1포함)편성
- 2010. 02. 17 제61회 졸업(졸업생 총수 11,167명)
- 2010. 03. 01 제31대 이상대 교장 취임
- 2010. 03. 01 7학급(특수학급 1포함)편성
- 2011. 02. 10 제62회 졸업(졸업생 총수 11,179명)
- 2011. 03. 01 7학급(특수학급 1포함)편성
- 2012. 02. 15 제63회 졸업(졸업생 총수 11,199명)
- 2012. 03. 01 제32대 함금자 교장 취임
- 2012. 03. 01 7학급(특수학급 1포함)편성
- 2013. 02. 15 제64회 졸업(졸업생 총수 11,223명)
- 2013. 03. 01 7학급(특수학급 1포함) 편성
- 2014. 02. 13 제65회 졸업(졸업생 14명 총수 11,237명)
- 2014. 03. 01 7학급(특수학급 1포함)편성
- 2015. 02. 13 제66회 졸업(졸업생 17명 총수 11254명)
- 2015. 03. 01 7학급(특수학급 1포함)편성

## 참고 자료
- 함백초등학교 - 한국교육학술정보원 학교알리미